# Automatic Data Processing
Automatic Data Processing, Inc. (ADP) er en amerikansk virksomheden, der arbejder med HR-management, software og service.
I 1949 etablerede Henry Taub Automatic Payrolls, Inc., som en manuel aflønningsvirksomhed.